# Diego Delgrossi
Diego Hernán Delgrossi Casal (Montevideo, 13 de octubre de 1971) es un comediante, actor, profesor y político uruguayo.
Profesor de historia y en varias oportunidades se ha desempeñado como locutor radial y televisivo.

## Trayectoria
Hijo de Felipe Delgrossi. Nació en 1971 en el barrio La Comercial de Montevideo.
En 1991 ingresó por concurso a trabajar en el programa televisivo Plop. Luego en El show del mediodía de Canal 12 entre 2001 y 2008, en 2009 participa como humorista en el exitoso ciclo Parque Jurásico conducido por Cacho de la Cruz, Julio Alonso y Álvaro Navia (Waldo), entre otros trabajos. También ha actuado en más de 40 obras de teatro y café concert, en las películas Maldita cocaína (2001) junto a Ricardo Espalter, El viaje hacia el mar (2003) junto a Julio Cesar Castro y gran elenco y La despedida (2010). En locución, participó en el programa Segunda pelota, en Océano FM. Condujo por tres años su propio programa en Metrópolis FM. También trabajó en las radios CX 30 Radio Nacional y El Espectador.
Se desempeñó cómo coconductor del programa Consentidas en Canal 10 de Montevideo, es profesor de historia de enseñanza secundaria pública y privada. Realiza shows unipersonales con monólogos humorísticos, fue uno de los precursores de la comedia en vivo en Uruguay y participa en varios comerciales de televisión para Uruguay y otros países.
Se caracteriza mucho por sus imitaciones a figuras políticas del Uruguay. Su estilo particular de humor apto para todo público, viene de la escuela de programas cómicos como Telecataplum y Plop!, ambos emitidos por Canal 12.
En 2011 y 2012 trabaja en las ficciones Porque te Quiero Así junto a Florencia Peña y Bienes gananciales, para la cadena de Canal 10, en horario central.
Ha sido nominado como la personalidad artística del año por el diario El País. En 1998 obtuvo el Premio Tabaré a revelación masculina «por espontaneidad, dotes histriónicas, intelecto y excelente debut».
En 1994 y 1995 se le otorgó el Premio Tabaré a mejor actor humorístico.
En el 2018 conduce El Gran Uruguayo adaptación del programa británico 100 Greatest Britons en el Canal 10.
Forma parte del programa La Culpa es de Colon de Canal 12.
Ha recorrido el país con sus unipersonales en donde desarrolla monólogos de actualidad que son de su autoría. También es uno de los cómicos más convocados para fiestas, festivales y eventos particulares.

## Ámbito artístico
| - Plop! en el teatro - Humor al mango - Opera Grossa - Al mal tiempo buena Cara - Si se me canta, me río - Desenredado - Bienes gananciales - 25 años de humor, en serio - Con$umo humor - Delgrossi viral - Swingers - Nuestras mujeres - Sit Down Comedy - Nos vemos en las Urnas - Humornicipal - Nueva (a)normalidad | - 2001, Maldita cocaína - 2003, El viaje hacia el mar - 2010, La despedida - Plop! - El Show del Mediodía - Parque Jurásico - Consentidas - El Gran Uruguayo - La culpa es de Colón |